# マーニ・ニクソン
マーニ・ニクソン（Marni Nixon、1930年2月22日 - 2016年7月24日）は、アメリカ合衆国の歌手。数々の著名なミュージカル映画において、女優の歌唱シーンの吹き替えを担当していた「最強のゴーストシンガー」として知られる。ハリウッドがトーキーに移行して以降のミュージカル映画全盛期（1950年代 - 1960年代）を、その歌声で支えたことから「ハリウッドの声」「ハリウッドを救った陰の立役者」などとも言われる。
最初の夫は『栄光への脱出』の映画音楽でアカデミー賞を受賞した作曲家のアーネスト・ゴールド。そして、全米トップ40ヒットとなった「Lonely Boy」（1977年）や「Thank You for Being a Friend」（1978年）、全英トップ5ヒットの「Never Let Her Slip Away」（1978年）で成功を収めたアンドリュー・ゴールドの母親である。

## 人物
マーニ・ニクソンの名や容姿を知る者は少ないが、その歌声は映画ファンまたはミュージカルファンであれば、一度はどこかで聞いているはずである。それはニクソンが、『王様と私』でデボラ・カーを、『ウエスト・サイド物語』でナタリー・ウッドを、『マイ・フェア・レディ』でオードリー・ヘプバーンの歌を吹き替えているからである。映画で誰もが耳にしている「Tonight」や「Shall We Dance?」を歌っているのが、実は彼女である。

## 略歴

### 生い立ち
音楽一家に育ち、その歌唱力と美声は子供の頃から知る人ぞ知るものであった。元々は女優志望だったがオーディションに全て落ち、何でもいいから映画にかかわる仕事がしたいとMGMで働き始める。

### 最強の「ゴーストシンガー」として
MGM社内にも彼女の歌唱力を知る者があり、1949年にマーガレット・オブライエンの歌の吹き替えに抜擢。少女スターであるオブライエンの幼い歌声を真似て歌い、表に出ない「ゴーストシンガー」としてここでデビューした。
1956年に『王様と私』でデボラ・カーの歌う曲を全て吹き替えることなり、ここでカーとの間で親交を深めることとなる。しかし映画会社の「スターのイメージを保つため」の戦略として、ニクソンの名はエンドクレジットに載ることはなかった。そのうえ「吹き替えたことをバラしたら二度と仕事ができないようにする」とスタジオに脅されたため、恐れたニクソンは自身の吹き替えを公表しない契約書にサインをするほかなかった。こうして「ゴーストシンガー」としての活躍が始まる。
1961年の『ウエスト・サイド物語』は、当初はナタリー・ウッド自身が歌う予定であり歌の収録も行ったが（音源が残っている）「より完璧な映画にしたい」という会社の判断により、ニクソンの歌声に吹き替えられた。ウッドは自身の歌に自信を持っていたため、実際に映画を見て吹き替えられているのを知り、失望で席を立ったという。
1964年には『マイ・フェア・レディ』でオードリー・ヘプバーンの吹き替えを担当したが、こちらも当初はヘプバーン自身が歌う予定であり収録も行った（音源が残っている）。
その女優の特有の発音や声色まで似せて歌うニクソンは「最強のゴーストシンガー」としてハリウッドの業界関係者の間では有名であったが、吹き替えはトップシークレットであったため、長年にわたり彼女の存在を世の人が知ることはなかった。

### 本人として
しかしデボラ・カーが、自身の吹き替えをニクソンが行ったとインタビューで暴露したことから、彼女の存在が初めて浮かび上がることとなった。
その後はミュージカル映画が斜陽となったこともあり、彼女のゴーストシンガーとしての仕事は終わった。
1965年の『サウンド・オブ・ミュージック』では、ファンの声がスタジオを動かし、ニクソンは初めて修道女役の一人にキャスティングされて、晴れて銀幕でその歌声を本人の姿とともに披露することになった。
この『サウンド・オブ・ミュージック』の撮影現場で、ニクソンに初めて会った主演のジュリー・アンドリュースは、ニクソンが彼女に遠慮してやりにくくなるようなことがないよう気遣い、自らニクソンのもとに歩み寄り、力強い握手をしながら、「いつも素晴らしいお仕事をしていらっしゃいますね」と親しく話しかけている。『マイ・フェア・レディ』でニクソンが吹き替えたイライザ役のナンバーは、アンドリュースがブロードウェイのオリジナルキャストとしてそのスタイルを確立したものだった。しかも映画化にあたっては、ワーナー・ブラザースはハリウッドでは無名のアンドリュースに替えて、オードリー・ヘプバーンを主役に起用している。かわりにアンドリュースはディズニーの『メリー・ポピンズ』(1964)  に主演して翌年のアカデミー主演女優賞を受賞、一方『マイ・フェア・レディ』に主演したヘプバーンは吹替えが祟って同年のアカデミー賞ではノミネートもされないという、複雑な経緯があったからだ。
ところがニクソンは、アンドリュースとは実は以前にも協演していた。『メリー・ポピンズ』のナンバーのひとつ「楽しい休日 (Jolly Holiday)」で、アニメ化されたガチョウ数羽の歌声を担当したのも彼女だったのである。
ニクソンはまさに「ハリウッドの声」であった。
2016年にWOWOWのオリジナル・ドキュメンタリー番組『ノンフィクションW』枠にて、「ハリウッドを救った歌声 〜史上最強のゴーストシンガーと呼ばれた女〜」としてその生涯が日本にも紹介された。この記事の項目は、この番組におけるニクソン本人のインタビューを参考にしたものである。
2016年7月24日、ニューヨークのマンハッタンで逝去。86歳没。

## 作品

### 映画
- 『秘密の花園（The Secret Garden）』(1949年)
  - マーガレット・オブライエンの歌の吹き替え。
- 『紳士は金髪がお好き』(1953年)
  - ローレライ役のマリリン・モンローが歌う「ダイヤが一番 (Diamonds Are a Girl's Best Friend)」の中で、高音域のみを吹き替えている。
- 『王様と私』(1956年)
  - アンナ役のデボラ・カーが歌う全曲を吹き替えている。
- 『めぐり逢い』(1957年)
  - テリー役のデボラ・カーが歌う全曲を吹き替えている。
- 『緑の館』(1959年)
  - エンドタイトル曲のソロ・ソプラノを担当[2]。
- 『ウエスト・サイド物語』(1961年)
  - マリア役のナタリー・ウッドが歌う全曲を吹き替えている。
- 『マイ・フェア・レディ』(1964年)
  - イライザ役のオードリー・ヘプバーンが歌うほとんどを吹き替えている。
- 『メリー・ポピンズ』(1964年)
  - 「楽しい休日 (Jolly Holiday)」の中でガチョウ数羽の歌声を担当、メリー・ポピンズ役のジュリー・アンドリュースと競演している。
- 『サウンド・オブ・ミュージック』(1965年)
  - 修道女のシスター・ソフィア役で登場、「マリア (Maria)」の中でマリア役のジュリー・アンドリュースと競演するほか、終盤ではナチ憲兵隊の車からエンジン部品を秘かに取り外して亡命するトラップ一家の追走をできなくさせるなど、見せ場のある役どころを演じている。